# Empoli Football Club 2019-2020
Questa voce raccoglie le informazioni riguardanti l'Empoli Football Club nelle competizioni ufficiali della stagione 2019-2020.

## Stagione
In seguito alla retrocessione dalla massima serie, la società decide di affidare la guida tecnica a Cristian Bucchi: nei primi impegni ufficiali in Coppa Italia i toscani superano il secondo ed il terzo turno rispettivamente contro Reggina e Pescara. Poi  a inizio dicembre nel quarto turno, lasciano il torneo, sconfitti (1-0) a Cremona.
L'inizio di campionato è positivo grazie all'esordio vincente contro la Juve Stabia e il successivo pareggio esterno con il Chievo. Poi a inizio novembre arrivano due sconfitte di fila con Benevento e Pescara, la società decide di cambiare il tecnico, puntando su Roberto Muzzi, con lui al termine del girone di andata l'Empoli ha 23 punti. Il girone di ritorno inizia male, con una sconfitta, allora a fine gennaio si cambia ancora l'allenatore, scegliendo Pasquale Marino e l'Empoli cambia marcia, con lui in diciassette partite i biancoazzurri raccolgono 30 punti, riuscendo a centrare l'ottavo ed ultimo posto con 54 punti, che apre le porte ai Play-off. Nel cui turno preliminare l'Empoli incrocia il Chievo a Verona, pareggia (1-1) dopo i tempi supplementari, lasciando però il passo ai clivensi, che sono giunti sesti in campionato.

## Divise e sponsor
Lo sponsor tecnico per la stagione 2019-2020 è Kappa. Il main sponsor è Computer Gross, azienda che distribuisce prodotti e servizi di informatica e telecomunicazione. Il secondo sponsor è Sammontana. Sul retro maglia, al di sotto della numerazione, appare il terzo sponsor Giletti. Confermato per tutte le squadre di serie B il top sleeve sponsor Facile ristrutturare sulla manica sinistra.
| Casa | Trasferta | Terza Divisa |

## Organigramma societario
Area direttiva
- Presidente: Fabrizio Corsi
- Vice presidente: Rebecca Corsi
- Amministratore delegato: Francesco Ghelfi
- Collegio sindacale: Pier Giovanni Baldini, Aldo Lolli, Cristiano Baldini
- Direttore sportivo: Pietro Accardi
- Team manager: Stefano Calistri
- Segretario sportivo: Graziano Billocci

Area comunicazione
- Capo ufficio stampa: Matteo Gamba
- Addetto stampa: Luca Casamonti
- Responsabile ufficio marketing: Rebecca Corsi
- Responsabile ufficio commerciale: Gianmarco Lupi
- Supporter liasion officer: Marco Patrinostro
- Responsabile biglietteria: Francesco Assirelli
- Delegato alla sicurezza: Giuseppe Spazzoni

Area tecnica
- Allenatore: Cristian Bucchi (fino al 12 novembre 2019), Roberto Muzzi (fino al 26 gennaio 2020), Pasquale Marino
- Allenatore in seconda: Mirko Savini (fino al 12 novembre 2019), Salvo Fulvio D'Adderio (fino al 26 gennaio 2020), Massimo Mezzini
- Collaboratori tecnici: Ivan Tisci (fino al 12 novembre 2019), Stefano Bianconi
- Preparatore dei portieri: Luca Gentili (fino al 12 novembre 2019), Vincenzo Sicignano
- Preparatori atletici: Carlo Pescosolido, Yuri Bartoli (fino al 12 novembre 2019), Rocco Perrotta, Francesco Chinnici, Arber Prifti, (dal 26 gennaio 2020) Giovanni Petralia
- Tecnico del drone e Match Analyst: Giampiero Pavone
- Magazzinieri: Riccardo Nacci, Daniele Maioli

Area sanitaria
- Medico sociale: Nicola Pucci

### Rosa
Aggiornata al 20 gennaio 2020.
| N. |                     | Ruolo | Calciatore                  |
| -- | ------------------- | ----- | --------------------------- |
| 1  | Italia (bandiera)   | P     | Alberto Brignoli            |
| 2  | Italia (bandiera)   | D     | Francesco Donati            |
| 3  | Italia (bandiera)   | D     | Domenico Maietta (capitano) |
| 4  | Grecia (bandiera)   | D     | Dīmītrīs Nikolaou           |
| 5  | Albania (bandiera)  | D     | Frédéric Veseli             |
| 6  | Italia (bandiera)   | D     | Simone Romagnoli            |
| 7  | Italia (bandiera)   | A     | Leonardo Mancuso            |
| 8  | Slovenia (bandiera) | C     | Leo Štulac                  |
| 9  | Italia (bandiera)   | A     | Stefano Moreo               |
| 10 | Italia (bandiera)   | C     | Jacopo Dezi                 |
| 10 | Polonia (bandiera)  | C     | Szymon Żurkowski            |
| 11 | Svizzera (bandiera) | C     | Nedim Bajrami               |
| 12 | Italia (bandiera)   | P     | Gabriel Meli                |
| 12 | Italia (bandiera)   | P     | Paolo Branduani             |
| 13 | Italia (bandiera)   | D     | Luca Antonelli              |
| 14 | Italia (bandiera)   | D     | Simone Pinna                |
| 15 | Italia (bandiera)   | C     | Tommaso Fantacci            |
| 16 | Italia (bandiera)   | C     | Davide Frattesi             |
| 17 | Italia (bandiera)   | C     | Amato Ciciretti             |

| N. |                     | Ruolo | Calciatore}         |
| -- | ------------------- | ----- | ------------------- |
| 18 | Italia (bandiera)   | D     | Lorenzo Polvani     |
| 19 | Italia (bandiera)   | A     | Kevin Piscopo       |
| 19 | Italia (bandiera)   | A     | Andrea La Mantia    |
| 20 | Italia (bandiera)   | A     | Antonino La Gumina  |
| 21 | Tunisia (bandiera)  | C     | Karim Laribi        |
| 22 | Italia (bandiera)   | P     | Filippo Perucchini  |
| 23 | Italia (bandiera)   | D     | Marcello Gazzola    |
| 24 | Italia (bandiera)   | C     | Luca Belardinelli   |
| 25 | Italia (bandiera)   | C     | Filippo Bandinelli  |
| 26 | Italia (bandiera)   | A     | Davide Merola       |
| 27 | Italia (bandiera)   | A     | Kevin Cannavò       |
| 28 | Italia (bandiera)   | C     | Samuele Ricci       |
| 29 | Slovenia (bandiera) | D     | Jure Balkovec       |
| 31 | Italia (bandiera)   | D     | Roberto Pirrello    |
| 33 | Italia (bandiera)   | P     | Ivan Provedel       |
| 35 | Cile (bandiera)     | D     | Francisco Sierralta |
| 36 | Italia (bandiera)   | D     | Riccardo Fiamozzi   |
| 37 | Italia (bandiera)   | A     | Gennaro Tutino      |
| 38 | Scozia (bandiera)   | C     | Liam Henderson      |

## Calciomercato

### Sessione estiva(dal 1º luglio al 2 settembre)
| Acquisti | Acquisti             | Acquisti      | Acquisti                      |
| R.       | Nome                 | da            | Modalità                      |
| -------- | -------------------- | ------------- | ----------------------------- |
| A        | Leonardo Mancuso     | Juventus      | definitivo (5 milioni €)      |
| D        | Dīmītrīs Nikolaou    | Olympiacos    | definitivo (3,5 milioni€)     |
| C        | Leo Štulac           | Parma         | definitivo (2 milioni €)      |
| C        | Nedim Bajrami        | Grasshoppers  | prestito oneroso (300 mila €) |
| A        | Kevin Cannavò        |               | svincolato                    |
| D        | Roberto Pirrello     |               | svincolato                    |
| P        | Alberto Brignoli     |               | svincolato                    |
| A        | Stefano Moreo        |               | svincolato                    |
| D        | Jure Balkovec        | Verona        | prestito                      |
| A        | Kevin Piscopo        | Genoa         | definitivo                    |
| C        | Davide Frattesi      | Sassuolo      | prestito                      |
| C        | Karim Laribi         | Verona        | prestito                      |
| C        | Filippo Bandinelli   | Sassuolo      | definitivo                    |
| C        | Jacopo Dezi          | Parma         | prestito                      |
| C        | Alberto Picchi       | Pistoiese     | fine prestito                 |
| P        | Gabriel Meli         | Pistoiese     | fine prestito                 |
| D        | Marco Imperiale      | Siena         | fine prestito                 |
| C        | Lorenzo Lollo        | Padova        | fine prestito                 |
| D        | Davide Seminara      | Reggina       | fine prestito                 |
| D        | Joel Untersee        | Zurigo        | fine prestito                 |
| C        | Samuele Damiani      | Viterbese     | fine prestito                 |
| D        | Nikola Pejovic       | Pistoiese     | fine prestito                 |
| P        | Alessandro Giacomel  | Virtus Verona | fine prestito                 |
| A        | Alessandro Piu       | Pistoiese     | fine prestito                 |
| P        | Pietro Terracciano   | Fiorentina    | fine prestito                 |
| C        | Massimiliano Benucci | Arezzo        | fine prestito                 |
| D        | Michał Marcjanik     | Carpi         | fine prestito                 |
| A        | Vincenzo Plescia     | Gubbio        | fine prestito                 |
| D        | Simone Romagnoli     | Brescia       | fine prestito                 |
| A        | Manuel Pucciarelli   | Chievo        | fine prestito                 |
| D        | Davide Zappella      | Arezzo        | fine prestito                 |
| A        | Samuel Mraz          | Crotone       | fine prestito                 |
| D        | Marcello Gazzola     | Parma         | prestito                      |

| Cessioni | Cessioni             | Cessioni      | Cessioni                         |
| R.       | Nome                 | a             | Modalità                         |
| -------- | -------------------- | ------------- | -------------------------------- |
| C        | Ismaël Bennacer      | Milan         | definitivo (16 milioni €)        |
| C        | Rade Krunić          | Milan         | definitivo (8 milioni €)         |
| D        | Giovanni Di Lorenzo  | Napoli        | definitivo (8 milioni €)         |
| A        | Francesco Caputo     | Sassuolo      | definitivo (7,5 milioni €)       |
| A        | Manuel Pucciarelli   | Chievo        | definitivo (3,75 milioni €)      |
| D        | Nikola Pejovic       | NK Lokomotiva | definitivo (150 mila €)          |
| P        | Alessandro Giacomel  | Virtus Verona | prestito biennale                |
| D        | Davide Zappella      | Piacenza      | prestito                         |
| C        | Salih Uçan           | Alanyaspor    | definitivo                       |
| C        | Lorenzo Lollo        | Venezia       | definitivo                       |
| C        | Hamed Junior Traorè  | Sassuolo      | prestito                         |
| D        | Davide Seminara      | Pianese       | prestito                         |
| D        | Michał Marcjanik     | Wisła Płock   | prestito                         |
| D        | Marco Imperiale      | Piacenza      | prestito                         |
| A        | Roman Chanturia      |               | svincolato                       |
| P        | Pietro Terracciano   | Fiorentina    | definitivo                       |
| A        | Levan Mchedlidze     |               | svincolato                       |
| C        | Marcel Büchel        |               | svincolato                       |
| A        | Vincenzo Plescia     | Renate        | prestito                         |
| C        | Matteo Brighi        |               | svincolato                       |
| D        | Manuel Pasqual       |               | svincolato                       |
| C        | Afriyie Acquah       |               | svincolato                       |
| D        | Matías Silvestre     |               | svincolato                       |
| D        | Leonardo Capezzi     | Sampdoria     | fine prestito                    |
| D        | Jacob Rasmussen      | Fiorentina    | fine prestito                    |
| A        | Dimitri Oberlin      | Basilea       | fine prestito                    |
| D        | Dīmītrīs Nikolaou    | Olympiacos    | fine prestito                    |
| D        | Cristian Dell'Orco   | Sassuolo      | fine prestito                    |
| P        | Bartłomiej Drągowski | Fiorentina    | fine prestito                    |
| D        | Marko Pajač          | Cagliari      | fine prestito                    |
| A        | Alessandro Piu       | Arezzo        | definitivo                       |
| C        | Massimiliano Benucci | Arezzo        | definitivo                       |
| C        | Alberto Picchi       | Arezzo        | definitivo                       |
| A        | Arnel Jakupovic      | Domžale       | prestito con diritto di riscatto |
| A        | Samuel Mráz          | Brøndby       | prestito con diritto di riscatto |

### Sessione invernale (dal 2 gennaio al 31 gennaio)
| Acquisti | Acquisti            | Acquisti    | Acquisti                         |
| R.       | Nome                | da          | Modalità                         |
| -------- | ------------------- | ----------- | -------------------------------- |
| D        | Simone Pinna        | Cagliari    | prestito con diritto di riscatto |
| D        | Francisco Sierralta | Udinese     | prestito                         |
| D        | Riccardo Fiamozzi   | Lecce       | prestito con obbligo di riscatto |
| C        | Amato Ciciretti     | Napoli      | prestito con diritto di riscatto |
| C        | Liam Henderson      | Verona      | prestito con diritto di riscatto |
| C        | Szymon Żurkowski    | Fiorentina  | prestito                         |
| A        | Andrea La Mantia    | Lecce       | prestito con diritto di riscatto |
| A        | Gennaro Tutino      | Napoli      | prestito                         |
| P        | Paolo Branduani     | Juve Stabia | definitivo                       |

| Cessioni | Cessioni      | Cessioni    | Cessioni                         |
| R.       | Nome          | a           | Modalità                         |
| -------- | ------------- | ----------- | -------------------------------- |
| A        | Kevin Piscopo | Carrarese   | prestito                         |
| P        | Ivan Provedel | Juve Stabia | prestito con diritto di riscatto |
| P        | Gabriel Meli  | Rimini      | prestito                         |
| C        | Karim Laribi  | Verona      | fine prestito                    |

## Risultati

### Serie B

#### Girone di andata
| Arbitro: | Massimi (Termoli) |

|                             |           |           |
| Bandinelli 2’ La Gumina 80’ | Marcatori | 74’ Cisse |

| Arbitro: | Ghersini (Genova) |

|              |           |          |
| Đorđević 41’ | Marcatori | 32’ Dezi |

| Crotone 14 settembre 2019, ore 15:00 CEST 3ª giornata | Crotone         | 0 – 0 referto | Empoli | Stadio Ezio Scida (6 212 spett.)\| Arbitro: \| Pezzuto (Lecce) \| |
| Arbitro:                                              | Pezzuto (Lecce) |               |        |                                                                   |

| Arbitro: | Camplone (Pescara) |

|                     |           |  |
| La Gumina 4’ (rig.) | Marcatori |  |

| Arbitro: | Aureliano (Bologna) |

|                         |           |                                 |
| M. Marconi 15+1’, 90+3’ | Marcatori | 40’, 89’ Mancuso 90+5’ Frattesi |

| Arbitro: | Fourneau (Roma) |

|                               |           |  |
| Frattesi 10’ Mancuso 13’, 87’ | Marcatori |  |

| Arbitro: | Maggioni (Lecco) |

|                              |           |  |
| Burrai 15’ (rig.) Pobega 40’ | Marcatori |  |

| Arbitro: | Volpi (Arezzo) |

|            |           |             |
| Stulac 22’ | Marcatori | 56’ Soddimo |

| Arbitro: | Ayroldi (Molfetta) |

|                                 |           |                       |
| Moscati 23’ Veseli 90+7’ (aut.) | Marcatori | 8’ Bajrami 62’ Stulac |

| Arbitro: | Serra (Torino) |

|              |           |             |
| Frattesi 71’ | Marcatori | 57’ Bidaoui |

| Arbitro: | Ghersini (Genova) |

|                    |           |  |
| Tuia 15’ Kragl 29’ | Marcatori |  |

| Arbitro: | Aureliano (Bologna) |

|          |           |                         |
| Dezi 44’ | Marcatori | 19’ Bettella 32’ Galano |

| Arbitro: | Dionisi (L'Aquila) |

|            |           |                  |
| Mancuso 5’ | Marcatori | 86’ (rig.) Aramu |

| Arbitro: | Marini (Roma) |

|                                                    |           |  |
| Beghetto 2’ Dionisi 33’ Novakovich 48’ Zampano 77’ | Marcatori |  |

| Arbitro: | Illuzzi (Molfetta) |

|                              |           |            |
| Balkovec 57’ La Gumina 90+3’ | Marcatori | 24’ Brosco |

| Arbitro: | Amabile (Vicenza) |

|                          |           |  |
| Morra 38’ M. De Luca 40’ | Marcatori |  |

| Arbitro: | Volpi (Arezzo) |

|                 |           |              |
| La Gumina 45+1’ | Marcatori | 38’ Lombardi |

| Arbitro: | Pezzuto (Lecce) |

|          |           |  |
| Baez 13’ | Marcatori |  |

| Arbitro: | Sozza (Seregno) |

|             |           |                   |
| Mancuso 23’ | Marcatori | 19’ (rig.) Marras |

#### Girone di ritorno
| Arbitro: | Fourneau (Roma) |

|          |           |  |
| Forte 6’ | Marcatori |  |

| Arbitro: | Aureliano (Bologna) |

|            |           |                |
| Tutino 23’ | Marcatori | 49’ Meggiorini |

| Arbitro: | Marinelli (Tivoli) |

|                                      |           |              |
| Tutino 17’ Mancuso 20’ Henderson 61’ | Marcatori | 39’ Crociata |

| Arbitro: | Abbattista (Molfetta) |

|            |           |                        |
| Adorni 38’ | Marcatori | 6’ Mancuso 73’ Bajrami |

| Arbitro: | Volpi (Arezzo) |

|                         |           |             |
| Frattesi 69’ Tutino 90’ | Marcatori | 28’ Masucci |

| Arbitro: | Rapuano (Rimini) |

|  |           |              |
|  | Marcatori | 89’ Frattesi |

| Arbitro: | Massimi (Termoli) |

|  |           |             |
|  | Marcatori | 32’ Bocalon |

| Arbitro: | Ros (Pordenone) |

|                            |           |                                       |
| Ravanelli 27’ Parigini 39’ | Marcatori | 35’ Sierralta 44’ Mancuso 54’ Bajrami |

| Arbitro: | Dionisi (L'Aquila) |

|                       |           |               |
| Pagliarulo 87’ (aut.) | Marcatori | 44’ Pettinari |

| Arbitro: | Abbattista (Molfetta) |

|            |           |  |
| Ragusa 72’ | Marcatori |  |

| Empoli 26 giugno 2020, ore 21:00 CEST 30ª giornata | Empoli          | 0 – 0 referto | Benevento | Stadio Carlo Castellani (0 spett.)\| Arbitro: \| Pezzuto (Lecce) \| |
| Arbitro:                                           | Pezzuto (Lecce) |               |           |                                                                     |

| Arbitro: | Ayroldi (Molfetta) |

|                    |           |               |
| Maniero 77’ (rig.) | Marcatori | 64’ Ciciretti |

| Arbitro: | Volpi (Arezzo) |

|  |           |                  |
|  | Marcatori | 48’, 58’ Mancuso |

| Arbitro: | Sacchi (Macerata) |

|                    |           |  |
| 29’, 90’ Ciciretti | Marcatori |  |

| Arbitro: | Ros (Pordenone) |

|           |           |  |
| Eramo 20’ | Marcatori |  |

| Arbitro: | Marinelli (Tivoli) |

|                                 |           |                                           |
| Mancuso 3’ (rig.) Żurkowski 36’ | Marcatori | 44’, 51’ Dezi 90’ Mancosu 90+9’ Schenetti |

| Arbitro: | Ghersini (Genova) |

|                            |           |                                            |
| Gindo 24’ Đurić 59’ (rig.) | Marcatori | 28’, 40’ Bajrami 43’ Ciciretti 85’ Mancuso |

| Arbitro: | Illuzzi (Molfetta) |

|               |           |                                                    |
| La Mantia 67’ | Marcatori | 5’ Bittante 12’, 80’ Rivière 32’ Carretta 63’ Baez |

| Arbitro: | Minelli (Varese) |

|  |           |                             |
|  | Marcatori | 45’ Antonelli 51’ La Mantia |

### Play-off
| Arbitro: | Ghersini (Genova) |

|               |           |             |
| Garritano 97’ | Marcatori | 110’ Tutino |

### Coppa Italia
| Arbitro: | Prontera (Bologna) |

|                           |           |             |
| Mancuso 22’ Antonelli 72’ | Marcatori | 28’ Corazza |

| Arbitro: | Mariani (Aprilia) |

|                     |           |               |
| Dezi 27’ Moreo 104’ | Marcatori | 6’ Tumminello |

| Arbitro: | Amabile (Vicenza) |

|             |           |  |
| Claiton 35’ | Marcatori |  |

## Statistiche

### Statistiche di squadra
Statistiche aggiornate al 10 luglio 2020.
| Competizione | Punti        | In casa | In casa | In casa | In casa | In casa | In casa | In trasferta | In trasferta | In trasferta | In trasferta | In trasferta | In trasferta | Totale | Totale | Totale | Totale | Totale | Totale | DR |
| Competizione | Punti        | G       | V       | N       | P       | Gf      | Gs      | G            | V            | N            | P            | Gf           | Gs           | G      | V      | N      | P      | Gf     | Gs     | DR |
| ------------ | ------------ | ------- | ------- | ------- | ------- | ------- | ------- | ------------ | ------------ | ------------ | ------------ | ------------ | ------------ | ------ | ------ | ------ | ------ | ------ | ------ | -- |
| Serie B      | 54           | 19      | 7       | 8       | 4       | 26      | 23      | 19           | 7            | 4            | 8            | 21           | 25           | 38     | 14     | 12     | 12     | 47     | 48     | -1 |
| Coppa Italia | Quarto Turno | 2       | 2       | 0       | 0       | 4       | 2       | 1            | 0            | 0            | 1            | 0            | 1            | 3      | 2      | 0      | 1      | 4      | 3      | +1 |
| Totale       | 54           | 21      | 9       | 8       | 4       | 30      | 25      | 20           | 7            | 4            | 9            | 21           | 26           | 41     | 16     | 12     | 13     | 51     | 51     | -2 |

### Andamento in campionato
| Giornata  | 1 | 2 | 3 | 4 | 5 | 6 | 7 | 8 | 9 | 10 | 11 | 12 | 13 | 14 | 15 | 16 | 17 | 18 | 19 | 20 | 21 | 22 | 23 | 24 | 25 | 26 | 27 | 28 | 29 | 30 | 31 | 32 | 33 | 34 | 35 | 36 | 37 | 38 |
| --------- | - | - | - | - | - | - | - | - | - | -- | -- | -- | -- | -- | -- | -- | -- | -- | -- | -- | -- | -- | -- | -- | -- | -- | -- | -- | -- | -- | -- | -- | -- | -- | -- | -- | -- | -- |
| Luogo     | C | T | T | C | T | C | T | C | T | C  | T  | C  | C  | T  | C  | T  | C  | T  | C  | T  | C  | C  | T  | C  | T  | C  | T  | C  | T  | C  | T  | T  | C  | T  | C  | T  | C  | T  |
| Risultato | V | N | N | V | V | V | P | N | N | N  | V  | P  | N  | P  | V  | P  | N  | P  | N  | P  | N  | V  | V  | V  | V  | P  | V  | N  | P  | N  | N  | V  | V  | P  | P  | V  | P  | V  |
| Posizione | 4 | 6 | 9 | 7 | 4 | 1 | 3 | 3 | 3 | 4  | 8  | 10 | 8  | 13 | 11 | 13 | 13 | 13 | 15 | 16 | 16 | 16 | 14 | 10 | 9  | 9  | 8  | 9  | 9  | 10 | 10 | 10 | 7  | 8  | 9  | 9  | 10 | 7  |

Fonte:  Serie B, su calcio.com.
Legenda:

Luogo: C = Casa; T = Trasferta. Risultato: V = Vittoria; N = Pareggio; P = Sconfitta.

## Giovanili

### Organigramma
Area direttiva
- Responsabile settore giovanile: Claudio Calvetti
- Segretario settore giovanile: Debora Catastini

Area tecnica
- Allenatore Primavera: Antonio Buscè
- Allenatore Under-17: Cesare Beggi
- Allenatore Under-16: Antonio Buscè
- Allenatore Under-15: Nicola Magera

### Piazzamenti

#### Primavera
- Campionato: -
- Coppa Italia: -